# Premia górska

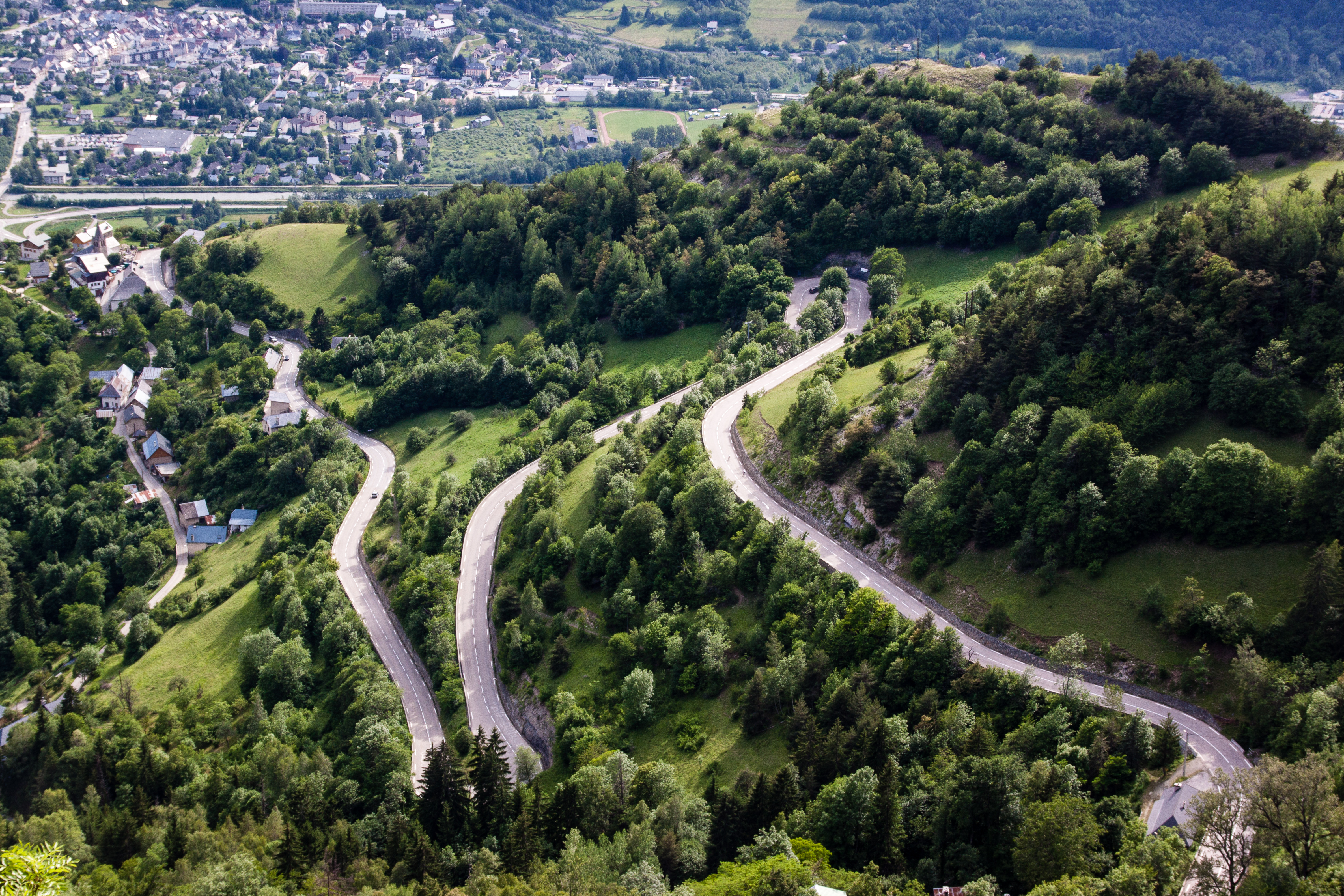
Podjazd na L’Alpe d’Huez

Premia górska – wyznaczony punkt na trasie wyścigu kolarskiego, zlokalizowany na końcu podjazdu, na którym zawodnicy walczą o punkty do klasyfikacji górskiej. W zależności od trudności podjazdu, premie górskie podzielone są na kategorie. Od kategorii premii zależy liczba punktów do zdobycia oraz liczba punktujących zawodników.

## Punktacja
Na Tour de France występują kategorie od 4. (najłatwiejsza) do 1. (najtrudniejsza) oraz HC (z fr. Hors categorie – ponad kategorią). Punkty na premiach Tour de France przyznawane są następująco:
| Miejsce | Kategoria premii | Kategoria premii | Kategoria premii | Kategoria premii | Kategoria premii |
| Miejsce | HC               | 1.               | 2.               | 3.               | 4.               |
| ------- | ---------------- | ---------------- | ---------------- | ---------------- | ---------------- |
| 1.      | 25               | 10               | 5                | 2                | 1                |
| 2.      | 20               | 8                | 3                | 1                |                  |
| 3.      | 16               | 6                | 2                |                  |                  |
| 4.      | 14               | 4                | 1                |                  |                  |
| 5.      | 12               | 2                |                  |                  |                  |
| 6.      | 10               | 1                |                  |                  |                  |
| 7.      | 8                |                  |                  |                  |                  |
| 8.      | 6                |                  |                  |                  |                  |
| 9.      | 4                |                  |                  |                  |                  |
| 10.     | 2                |                  |                  |                  |                  |

Zdarza się, że za premie górskie zlokalizowane na mecie etapu punkty przyznawane są podwójnie. Ma to na celu utrudnienie rywalizacji tym zawodnikom, którzy są aktywni jedynie w początkowej części etapów i nie walczą o etapowe zwycięstwa.

## Ocena trudności podjazdu
Głównymi czynnikami decydującymi o trudności podjazdu jest jego długość oraz średnie nachylenie. Przy wyznaczaniu premii bierze się również pod uwagę inne, często mniej wymierne czynniki, związane z widowiskowością etapu.
Znaczny wpływ na wyznaczanie premii ma sam charakter etapu. W przypadku etapów płaskich premie (niskich kategorii) bywają wyznaczane nawet na bardzo niewielkich wzniesieniach (na przykład na wiaduktach). Natomiast na trudnych, górskich etapach czasem pomija się premie nawet na podjazdach dość trudnych.

### Metody obliczania
Szacunkowa trudność podjazdu może być wyrażona jako nachylenie (w procentach) podniesione do kwadratu, pomnożone przez długość podjazdu (w kilometrach)
{\displaystyle q=a^{2}d={\frac {h^{2}}{d}}.}
Podobny wzór, obejmujący jednak także wysokość bezwzględną, został zaprezentowany w holenderskim czasopiśmie kolarskim Fiets.
{\displaystyle q={\begin{cases}{\frac {h^{2}}{10d}}+t-1000,&t>1000\\{\frac {h^{2}}{10d}},&t\leqslant 1000\end{cases}}}
We wzorze tym długość podjazdu {\displaystyle d,} różnica wysokości {\displaystyle h} i wysokość nad poziomem morza {\displaystyle t} wyrażone są w metrach.
Przy obliczaniu trudności podjazdu osobnym problemem jest wyznaczenie jego początku. Często zdarza się, że podjazd rozpoczyna się łagodnie, a następnie jego nachylenie stopniowo wzrasta. Jeśli nachylenie jest obliczane za pomocą jednego z powyższych wzorów, aby uzyskać największą wartość należy za początek podjazdu przyjąć taki punkt, w którym nachylenie jest równe połowie średniego nachylenia od tego punktu do końca podjazdu.

## Pozostałe informacje
Prawdopodobnie najniżej położoną premią górską w kolarstwie była premia zlokalizowana przy wylocie tunelu Nordkapp na drugim etapie wyścigu Arctic Race of Norway 2014. Była ona położona na wysokości 5 m n.p.m.